# 6392 Такасімідзуно
6392 Такасімідзуно (6392 Takashimizuno) — астероїд головного поясу, відкритий 29 квітня 1990 року.
Тіссеранів параметр щодо Юпітера — 3,103.
Названо на честь Такасі Мідзуно (яп. たかし・みずの(水野隆) такасі мідзуно).